# Symphyotrichum novi-belgii
L'astro settembrino (nome scientifico: Symphyotrichum novi-belgii (L.) GL Nesom, 1994) è una specie di pianta angiosperma dicotiledone della famiglia delle Asteraceae (sottofamiglia Asteroideae, tribù Astereae (North American lineage) e sottotribù Symphyotrichinae).

## Etimologia
L'etimologia del termine generico (Symphyotrichum) deriva da due parole greche sinfisi (= tenere insieme, crescere insieme) e trichos o trichinos (= capelli, un solo capello). L'epiteto specifico (novi-belgii) indica la zona d'origine del fiore (Nord America).

Il binomio scientifico attualmente accettato (Symphyotrichum novi-belgii) è stato proposto inizialmente da Carl von Linné (1707 – 1778) biologo e scrittore svedese, considerato il padre della moderna classificazione scientifica degli organismi viventi, e definito ulteriormente dal botanico L. Guy Nesom (1945 -) nella pubblicazione “Phytologia” nel 1994.

## Descrizione

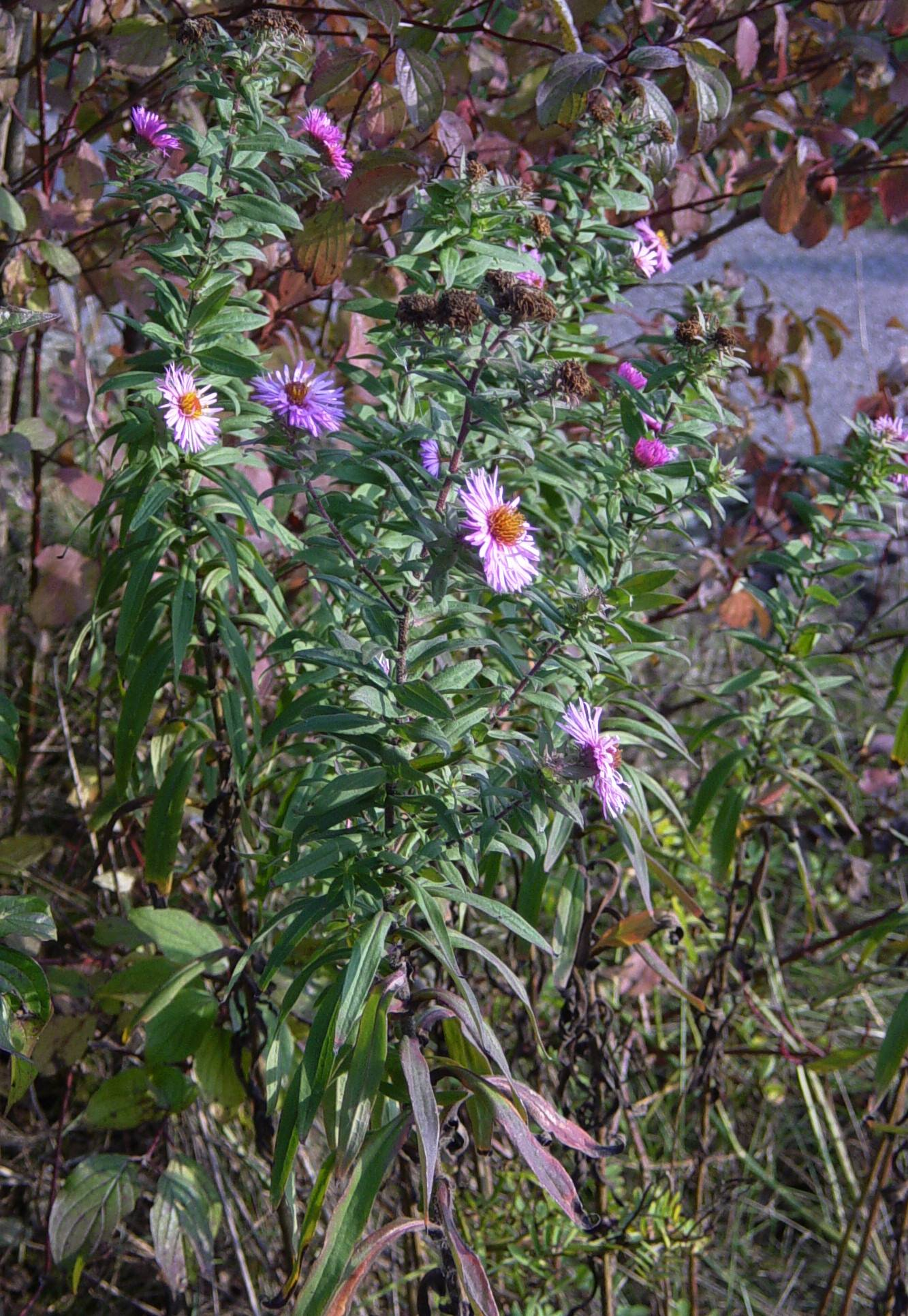
Il portamento

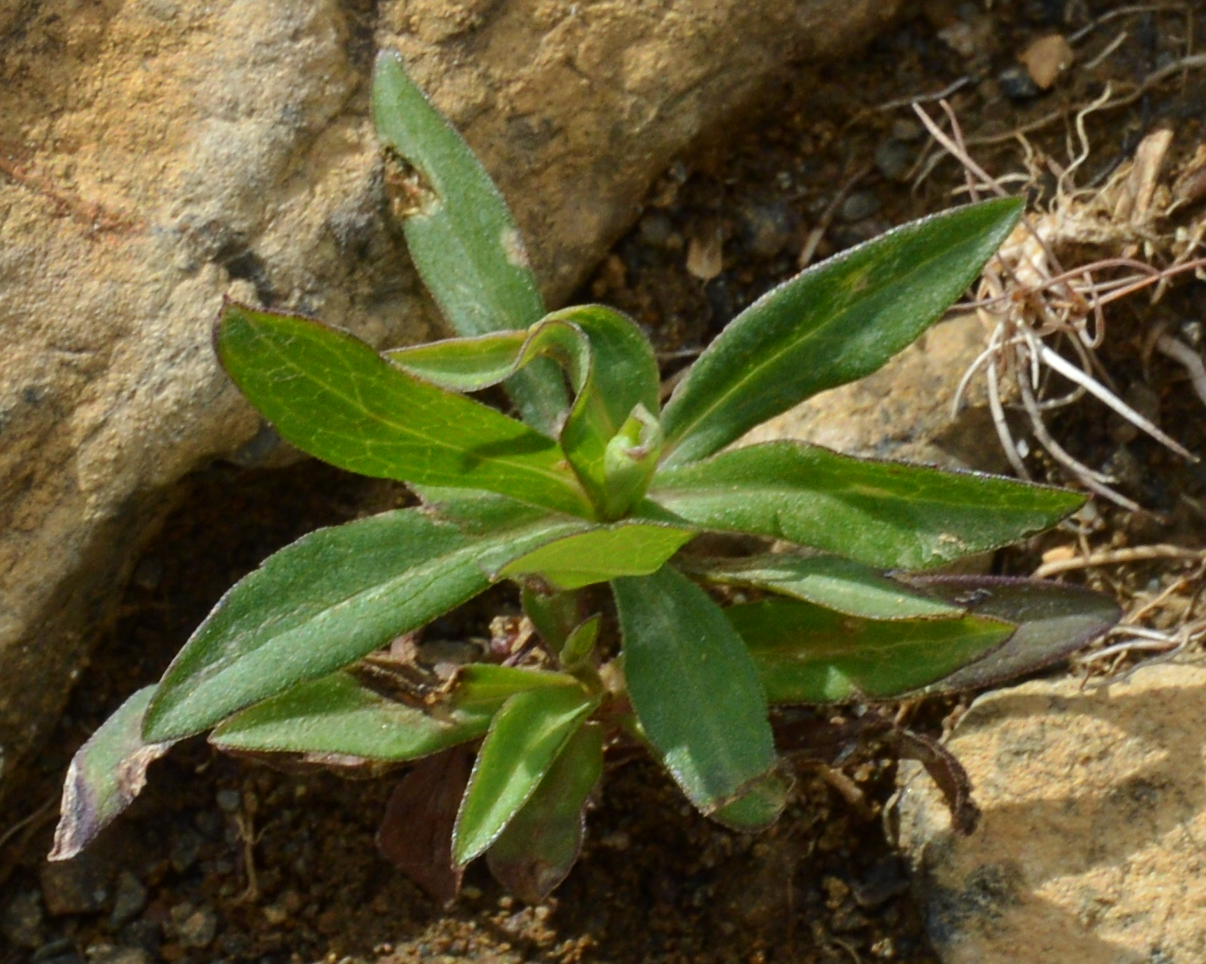
Le foglie

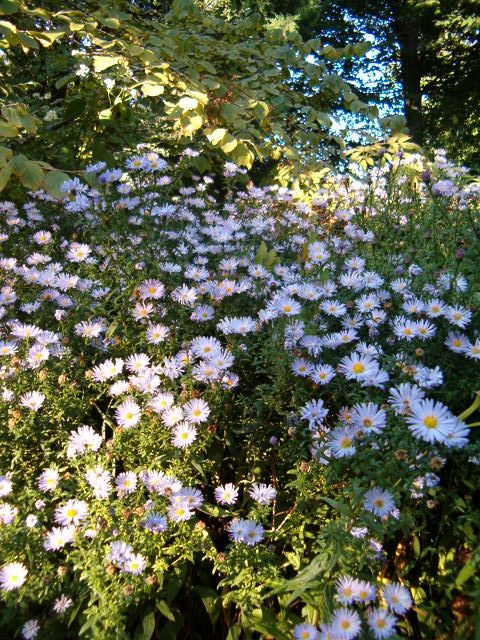
Infiorescenza

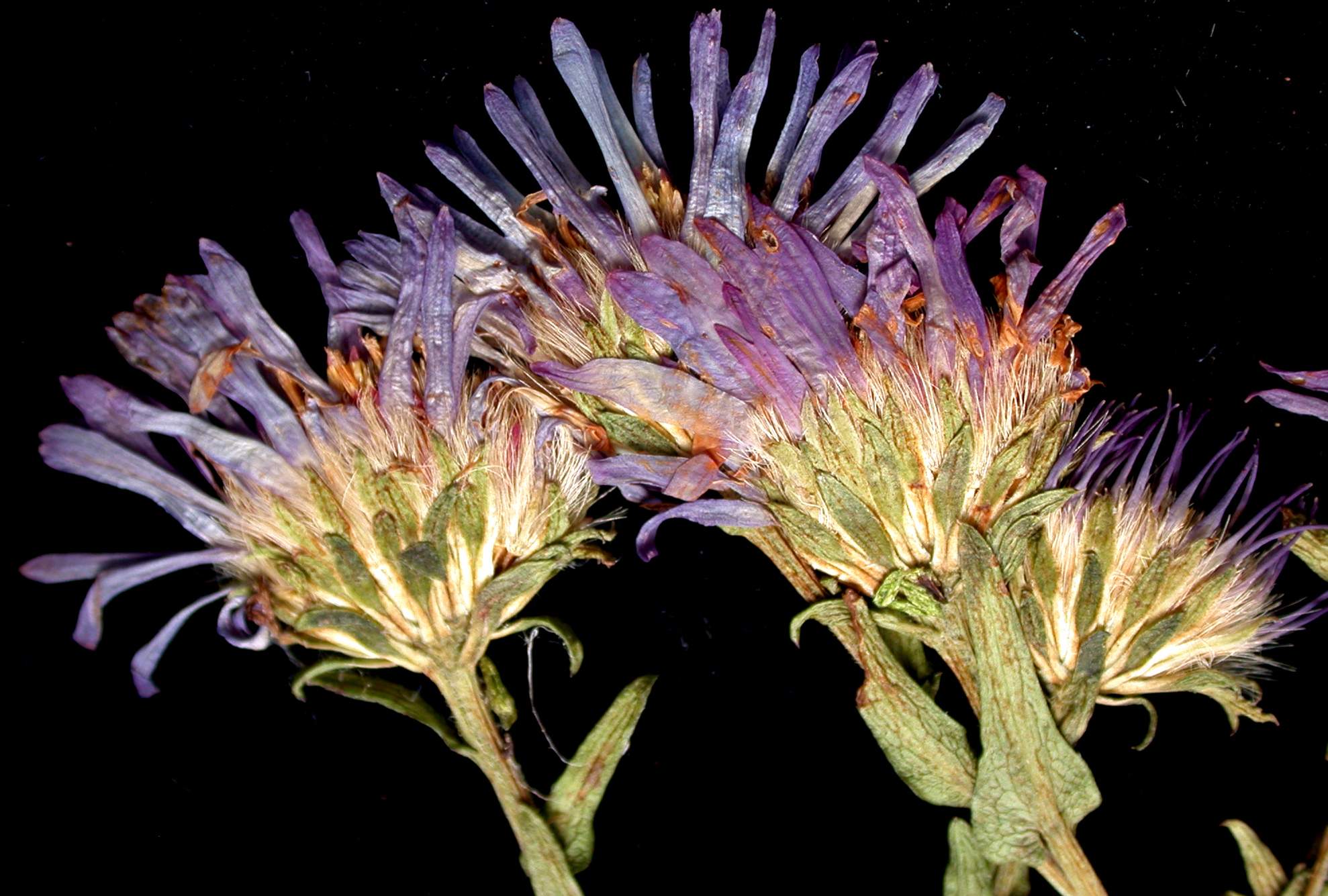
I fiori

Portamento. La specie di questa voce ha un habitus di tipo erbaceo perenne. La forma biologica prevalente è emicriptofita scaposa (H scap), ossia sono piante erbacee perenni con gemme svernanti al livello del suolo e protette dalla lettiera o dalla neve e dotate di un asse fiorale più o meno eretto. L'aspetto a volte può essere cespitoso con diversi gambi. Non è una pianta vischiosa (come invece lo è la simile Symphyotrichum novae-angliae)
Radici. Le radici sono fitte e secondarie da rizoma.
Fusto. Queste piante sono alte da 17 a 100 cm (massimo 140 cm).
- Parte ipogea: la parte sotterranea del fusto consiste in un sottile rizoma stolonifero di colore rosso bruno.
- Parte epigea: la parte aerea del fusto è dritta, da robusta a sottile, arrossata, ramificata con diversi capolini terminali; la parte bassa spesso è legnosa e sub-glabra, mentre quella alta è pubescente (ma non con peli ghiandolari).

Foglie. Dimensione delle foglie: larghezza 6 – 11 mm; lunghezza 17 – 60 mm.
- Foglie basali: il colore delle foglie basali è verde scuro a consistenza membranosa, quasi carnosa un po' rigida; i margini sono sottili, interi (o debolmente crenulati); l'apice è mucronato; la superficie è più o meno pubescente (o sub-glabra) con tre nervi; la forma è da lanceolata (4 – 10 volte più lunghe che larghe)  a ovata e sono disposte in modo patente e sub-sessile (quelle più basali sono picciolate con picciolo alato).
- Foglie cauline: le foglie lungo il fusto sono disposte in modo alterno, sono simili a quelle inferiori ma più ridotte (le foglie dei rami sono ancora più piccole) e con base allargata (cuoriforme); sono sessili e inoltre sono amplessicauli.

Infiorescenza. Le sinflorescenze sono composte da diversi capolini (da 10 a 20 e più) raccolti in varie formazioni. La disposizione dei capolini è su più rami divaricati con diverse brattee (1 - 3) a forma lanceolata. Le infiorescenze vere e proprie sono composte da un capolino terminale peduncolato di tipo radiato con fiori eterogami. I capolini sono formati da un involucro, con forme da cilindriche o emisferiche a campanulate, composto da diverse brattee, al cui interno un ricettacolo fa da base ai fiori di due tipi: fiori del raggio e fiori del disco. Le brattee, con una forma oblungo-lanceolata (differiscono solamente per la dimensione: quelle esterne sono lunghe la metà di quelle interne) e a consistenza erbacea nella parte apicale, sono disposte in modo più o meno embricato su 3 - 4 serie. Il ricettacolo, bucherellato, è nudo ossia senza pagliette a protezione della base dei fiori; la forma è piatta. Lunghezza dei peduncoli: 4 – 41 mm. Diametro dei capolini: 2,5 – 3 cm. Diametro degli involucri: 6 – 9 mm.
Fiori.  I fiori sono tetra-ciclici (formati cioè da 4 verticilli: calice – corolla – androceo – gineceo) e pentameri (calice e corolla formati da 5 elementi). Si distinguono in:
- fiori del raggio (esterni): sono (da 15 a 35) femminili e disposti su una sola serie; la forma è ligulata (zigomorfa);
- fiori del disco (centrali): sono più numerosi  (da 28 a 68) con forme brevemente tubulose (attinomorfe); sono ermafroditi.

- Formula fiorale:

*/x K {\displaystyle \infty }, [C (5), A (5)], G 2 (infero), achenio
- Calice: i sepali del calice sono ridotti ad una coroncina di squame.

- Corolla: dimensione delle ligule: larghezza 0,9 – 2,1 mm; lunghezza 10 – 19 mm; lunghezza dei fiori tubulosi: 4 – 7,5 mm;
  - fiori del raggio: la forma della corolla alla base è più o meno tubulosa-imbutiforme, mentre all'apice è prolungata in una ligula nastriforme lanceolata o quasi lineare; la ligula può terminare con alcuni denti; il colore è violetto, porpora o azzurro;
  - fiori del disco: la forma è tubulare bruscamente divaricata in 5 lobi; i lobi, patenti o eretti, hanno una forma deltata o più o meno lanceolata; il colore è giallo; lunghezza dei lobi: 1 – 1,5 mm.

- Androceo: l'androceo è formato da 5 stami sorretti da filamenti generalmente liberi; gli stami sono connati e formano un manicotto circondante lo stilo; le teche (produttrici del polline) alla base sono troncate e sono lievemente auricolate (molto raramente sono speronate o hanno una coda); le appendici apicali delle antere hanno delle forme piatte e lanceolate; il tessuto endoteciale (rivestimento interno dell'antera) è quasi sempre polarizzato (con due superfici distinte: una verso l'esterno e una verso l'interno). Il polline è sferico con un diametro medio di circa 25 micron;  è tricolporato (con tre aperture sia di tipo a fessura che tipo isodiametrica o poro) ed è echinato (con punte sporgenti).[9][13]

- Gineceo: l'ovario è infero uniloculare formato da 2 carpelli.[5] Lo stilo (il recettore del polline) è profondamente bifido (con due stigmi divergenti) e con le linee stigmatiche marginali separate.[14] I due bracci dello stilo hanno una forma da lanceolata a deltoide e possono essere papillosi o ricoperti da ciuffi di peli; gli stili sono inoltre sporgenti.

- Antesi: da agosto a novembre.

Frutti. Il frutto è un achenio sormontato da un pappo setoloso e di colore biancastro-giallo con 4 – 6 nervi longitudinali. La forma è oblunga. Dimensione dell'achenio: 2 – 4 mm. Lunghezza del pappo: 4 – 6 mm.

## Biologia
Impollinazione: tramite insetti (impollinazione entomogama tramite farfalle diurne e notturne).

Riproduzione: la fecondazione avviene fondamentalmente tramite l'impollinazione dei fiori.

Dispersione: i semi cadono a terra e vengono dispersi soprattutto da insetti come formiche (disseminazione mirmecoria). Un altro tipo di dispersione è zoocoria: gli uncini delle brattee dell'involucro (se presenti) si agganciano ai peli degli animali di passaggio che portano così i semi anche su lunghe distanze. Inoltre per merito del pappo il vento può trasportare i semi anche per alcuni chilometri (disseminazione anemocora).

## Distribuzione e habitat

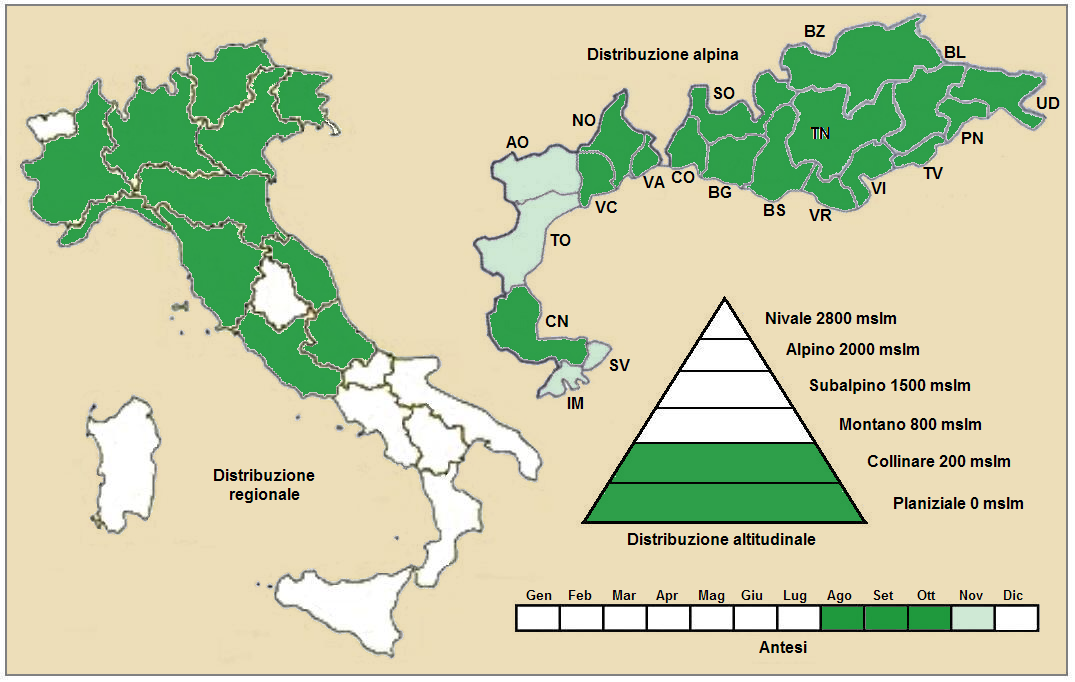
Distribuzione della pianta
(Distribuzione regionale – Distribuzione alpina)

Geoelemento:  il tipo corologico (area di origine) è Nordamericano.
Distribuzione: in Italia questa specie è distribuita al nord, ma nella maggior parte è coltivata per ornamento e se si trova spontanea viene considerata esotica naturalizzata. Nelle Alpi è ovunque presente sia a nord dei confini italiani che a sud (a parte alcune zone occidentali come Valle d'Aosta e Piemonte). Sui rilievi europei è presente a occidente, ma non a oriente (manca nelle Alpi Dinariche, Monti Balcani e Carpazi). È comune nel Nord America.
Habitat: l'habitat tipico di queste piante sono le zone umide (pozze, rive, stagni e paludi), ambienti ruderali, bordi dei sentieri, strade sterrate, scarpate, megaforbieti collinari, popolamenti a felci e zone boschive (pioppeti, ontaneti e frassineti ) e naturalmente coltivi ornamentali. Il substrato preferito è sia calcareo che siliceo con pH neutro, alti valori nutrizionali del terreno che deve essere mediamente umido.
Distribuzione altitudinale: sui rilievi alpini queste piante si possono trovare fino a 800 m s.l.m.; frequentano quindi i seguenti piani vegetazionali: collinare (oltre a quello planiziale – a livello del mare).

## Fitosociologia
Dal punto di vista fitosociologico alpino la specie di questa voce appartiene alla seguente comunità vegetale:
Formazione: delle comunità delle macro- e megaforbie terrestri
Classe: Filipendulo-Convolvuletea
Ordine: Convolvuletalia
Alleanza: Convolvulion sepium

## Sistematica
La famiglia di appartenenza di questa voce (Asteraceae o Compositae, nomen conservandum) probabilmente originaria del Sud America, è la più numerosa del mondo vegetale, comprende oltre 23.000 specie distribuite su 1.535 generi, oppure 22.750 specie e 1.530 generi secondo altre fonti (una delle checklist più aggiornata elenca fino a 1.679 generi). La famiglia attualmente (2021) è divisa in 16 sottofamiglie; la sottofamiglia Asteroideae è una di queste e rappresenta l'evoluzione più recente di tutta la famiglia.

### Filogenesi
La tribù Astereae (una delle 21 tribù della sottofamiglia Asteroideae) comprende circa 40 sottotribù. In base alle ultime ricerche nella tribù sono stati individuati (provvisoriamente) 5 principali lignaggi. Il genere Symphyotrichum (insieme alla sottotribù Symphyotrichinae) è incluso nel lignaggio North American lineage.
La posizione tassonomica di questo fiore è in via di sistemazione. Dopo gli studi filogenetici di questi ultimi anni fatti sul genere Aster (genere cui questo fiore apparteneva precedentemente) è stato spostato nell'attuale genere (Symphyotrichum). Non tutte le checklist sono state aggiornate e alcune mantengono ancora la vecchia denominazione (Aster novi-belgii). 
Questo genere, essendo abbastanza numeroso, specialmente in America, viene suddiviso in cinque sottogeneri principali e varie sezioni e sottosezioni. Questa specie è descritta all'interno della subg. Symphyotrichum e sect. Symphyotrichum.
I caratteri distintivi della specie di questa voce sono:
- le foglie cauline (con forme da ovate o lanceolate e scarsamente auricolate) sono abbraccianti;
- le brattee sono più lunghe dell'involucro (5 - 12 mm);
- i fiori ligulati sono colorati di blu, purpureo, rosa o viola;

Il basionimo per questa specie è: Aster novi-belgii L. (1753)

Il numero cromosomico di S. novi-belgii è: 2n = 48.

### Variabilità
Per questa specie sono riconosciute le seguenti sottospecie:
- Symphyotrichum novi-belgii var. crenifolium (Fernald) Labrecque & Brouillet, 1997  - Distribuzione: New Brunswick e Québec. Caratteri: i gambi sub-glabri; le piante sono più robuste e di aspetto compatto.
- Symphyotrichum novi-belgii var. elodes  (Torr. & A.Gray) G.L.Nesom, 1995 - Distribuzione: Nord America (estreme coste orientali del nord dal Sud Carolina al New Brunswick). Caratteri: i gambi sub-glabri; le foglie sono lineari-lanceolate (più di 10 volte più lunghe che larghe).
- Symphyotrichum novi-belgii var. novi-belgii - Distribuzione: Nord America orientale (e naturalizzata in Eurasia).
- Symphyotrichum novi-belgii var. villicaule  (A.Gray) Labrecque & Brouillet, 1997 - Distribuzione: Maine, New Brunswick e Québec. Caratteri: i gambi sono densamente e uniformemente irsuti.

### Ibridi
Sandro Pignatti nella sua “Flora d'Italia” segnala un ibrido sub-spontaneo sfuggito alla coltivazione:
- Aster x versicolor Willd. - Ibrido tra Aster laevis L. (ora Symphyotrichum laeve (L.) A. Löve & D. Löve) e Aster novi-belgii: può raggiungere altezze di 2 metri; le foglie mediane sono più larghe (2,5 – 5 volte più lunghe che larghe); il colore dei fiori ligulati è blu-violetto. Attualmente alcune checklist botaniche includono questa entità tra i sinonimi della specie di questa voce.

In America,  nella parte occidentale di Terranova è stato osservato un altro ibrido:
- Symphyotrichum × subgeminatum (Fernald) GL Nesom - Ibrido con S. ciliolatum.

Altri ibridi sono possibili (sempre in America del Nord) con la specie S. anticostense (L. e J. Brouillet Labrecque (1987).

### Sinonimi
Sono elencati alcuni sinonimi per questa entità:
- Amellus novi-belgii (L.) Opiz
- Aster novi-belgii  L.

### Specie simili
L'elenco seguente indica alcuni fiori simili all'Astro settembrino (a fianco sono indicate alcune caratteristiche utili a distinguerli da quelli di questa voce).
- Symphyotrichum novae-angliae (L.) GL Nesom - Astro della Nuova Inghilterra: i capolini hanno un diametro maggiore e sono presenti dei peli ghiandolari.
- Aster amellus L. - Astro di Virgilio: la foglie basali sono picciolate, l'infiorescenza è più raccolta nella parte terminale del fusto e i capolini sono più grandi.
- Aster alpinus L. - Astro alpino: è simile solamente nell'infiorescenza, altrimenti è una pianta molto più piccola.

## Usi
L'impiego maggiore di questa pianta è nel giardinaggio e nel relativo commercio. Diversi cultivar sono stati ottenuti da varietà (o forme) particolarmente interessanti da un punto di vista ornamentale, come ad esempio:
- forma novibelgii
- forma albiflorus (Victorin) J. Rousseau
- forma roseus EL Rand & Redfield

L'Astro settembrino necessita di abbondanti innaffiature; è un fiore ornamentali che abbellisce aiuole e giardini, anche in periodi come il finire dell'estate. Vive tranquillamente a mezz'ombra e alcune varietà necessitano di sostegno.
È pianta molto visitata dalle api per il polline ed è importante per la sua fioritura autunnale, quando non vi sono più molti fiori.